# Maskall (Belize)
Maskall (auch: Maskalls Bank, Maskalla) ist ein Ort im Nordwesten des Belize District in Belize.

## Geographie
Maskall liegt am Old Northern Highway, nördlich von Chicago. Im Norden ist der nächste größere Ort erst Rancho im Orange Walk District.
Der Ort liegt auch am Oberlauf des Northern River. Nach Osten schließen sich die Orte Nago Bank und Bomba an.